# Kraj Primorje

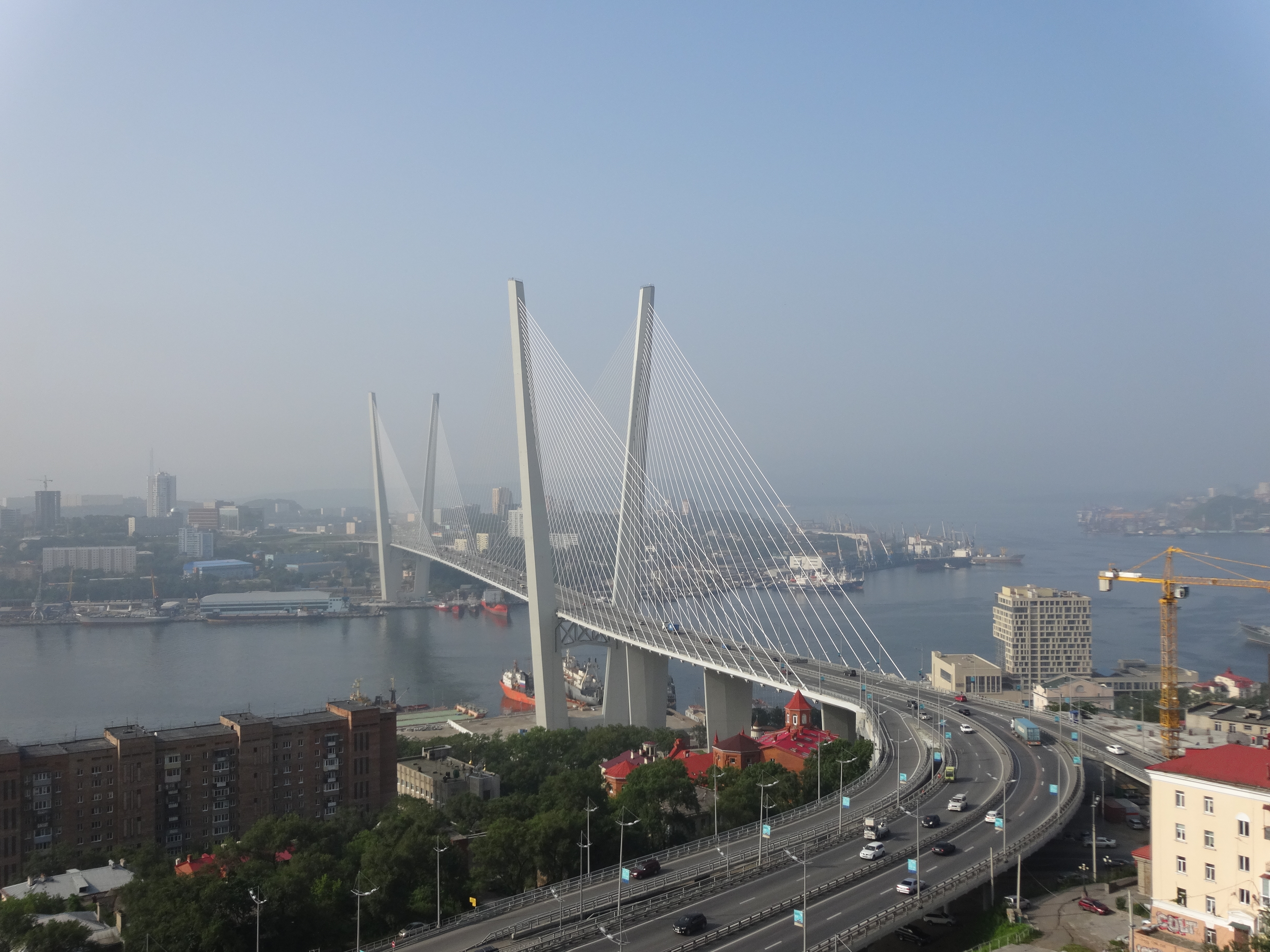
De Zolotoybrug in Vladivostok.

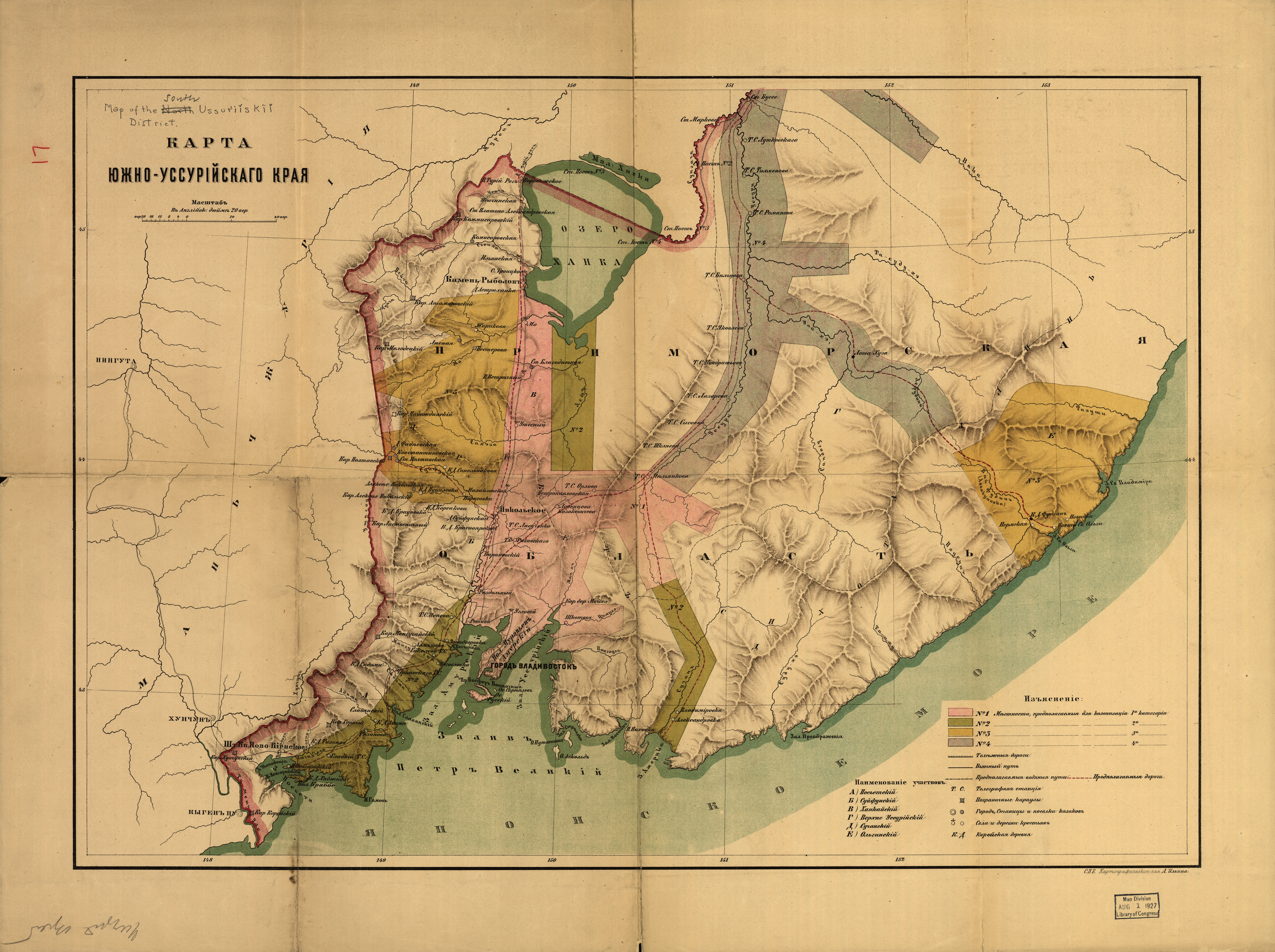
Kaart van het gebied uit de jaren '70 van de 19e eeuw.

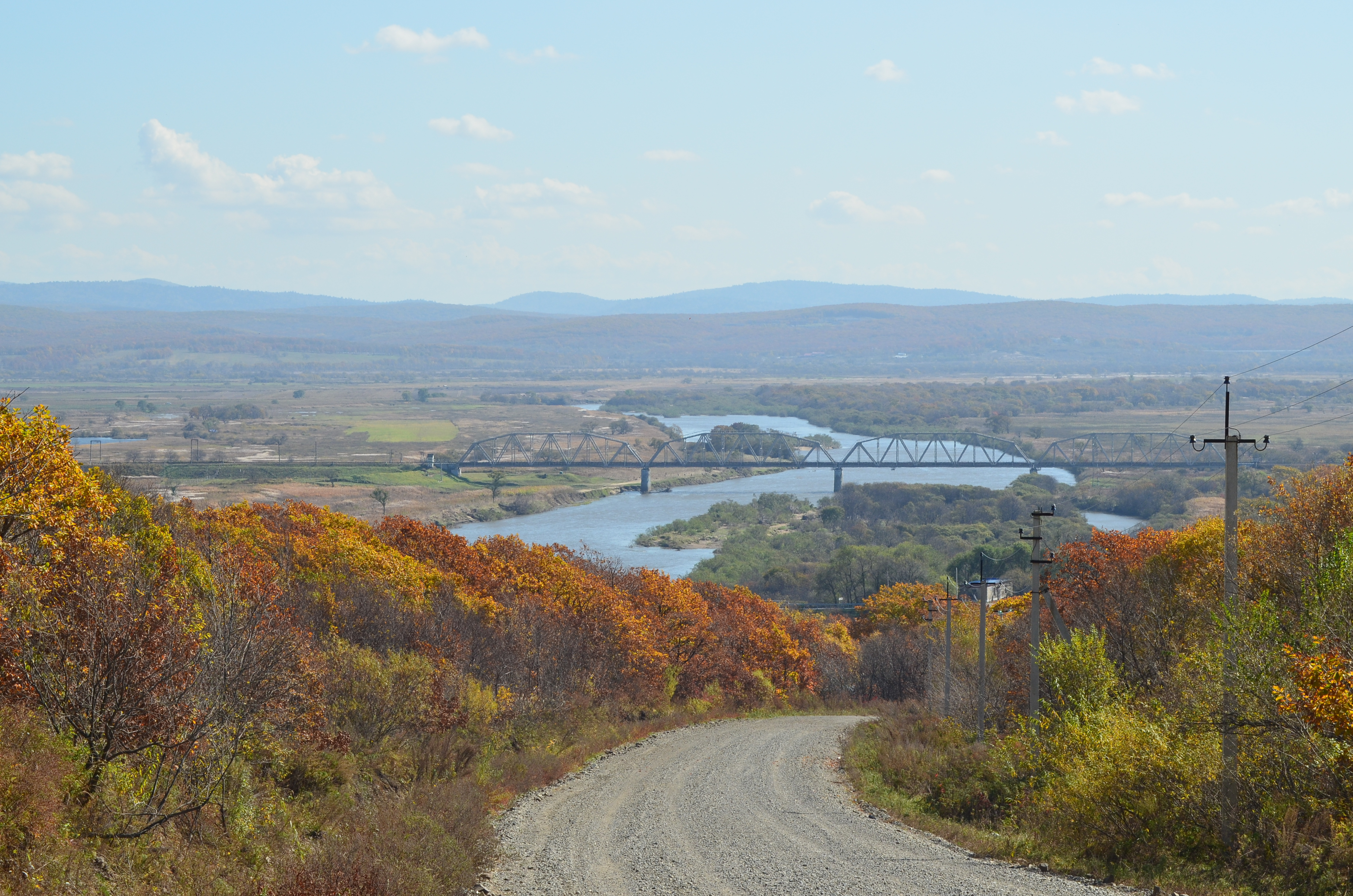
Spoorbrug in het binnenland.

De kraj Primorje (Russisch: Приморский край; Primorski kraj; Primorski is het adjectief van Primorje (Приморье)), is een kraj in de Russische Federatie. Primorski betekent maritiem in het Russisch, Primorski kraj zou  kunnen vertaald worden als kustprovincie. Het is de meest zuidoostelijk gelegen regio in het Russische Verre Oosten. De kraj ligt aan de Japanse Zee en grenst aan China, Noord-Korea, en de kraj Chabarovsk.
- Totale lengte grenzen: meer dan 3000 km, inclusief 1350 km aan kust
- Afstand noord-zuid: circa 900 km
- Hoogste punt: Anik (1933 m)
- Gemiddelde jaartemperatuur: van 1°C in het noorden tot 5°C in het zuiden.
- Gemiddelde jaarlijkse neerslag: 720 mm
- Grootste steden: Vladivostok (659.000), Nachodka (192.000), Oessoeriejsk (162.000), Artjom (115.000).
- Gemiddelde levensverwachting: (in 1994) 62,5 jaar (man: 56,8, vrouw: 69,4)
- Totale lengte spoorlijnen: 1628 km, waarvan 345 km elektrisch
- Totale lengte autowegen: 12.633 km

## Geografie
Het grootste deel van de kraj is bergachtig, bijna 80% van de oppervlakte bestaat uit bos. De gemiddelde hoogte is ongeveer 500 m. Sichote-Alin is een gebergte, dat door bijna de gehele kraj loopt. Het bestaat uit een aantal parallel lopende kleinere gebergtes, onder andere Partizanski, Siny ('Blauw'), Cholodni ('Koud').
Er zijn veel grotten in het zuiden van Primorje. De relatief toegankelijke Spjasjtsjaja Krasavitsa-grot ('Sneeuwwitje') in Zapovednik Oessoeriejski is een mogelijke toeristische bestemming.  Er zijn tamelijk goed zichtbare overblijfselen van oude vulkanen in het gebied.
De bergen worden doorsneden door smalle en diepe valleien van rivieren en grote beken, zoals de Partizanskaja, Kiëvka, Zerkalnaja, Tsjerjomoechovaja, Jedinka, Samarga, Bikin, en de Bolsjaja Oessoerka. De meeste rivieren hebben rotsachtige bodems en kristalhelder water. De grootste rivier is de Oessoeri met een lengte van ongeveer 903 km. Hij ontspringt 20 km ten oosten van de berg Oblatsnaja.
De enorme Prichankajskaja-vlakte strekt zich uit in het westen en zuidwesten van Primorje, bedekt met bossen. Hier ligt ook het Chankameer, het grootste meer van het Russische Verre Oosten.
Voor de kust van de kraj stroomt de koude Limanstroom en de Noord-Koreastroom.

## Flora en fauna
In Primorje vindt men biotopen als loofbossen, gemengde bossen, bergtaiga, bergtoendra, riviervlaktes, beken en rivieren. Deze bezitten een enorme variëteit aan flora. De fauna is ook divers, onder meer de volgende dieren kunnen aangetroffen worden in de kraj: de kraagbeer (Ursus thibetanus), Siberische tijger (Panthera tigris), amoerluipaard (Panthera pardus orientalis), Bengaalse tijgerkat (Prionailurus bengalensis euptilura), Euraziatische lynx (Lynx lynx), Maleise bonte marter (Martes flavigula), wild zwijn (sus scrofa), oessoerihert (Cervus canadensis xanthopygus) en het Siberisch muskushert (Moschus moschiferus).
In Primorje zijn 458 vogelsoorten vastgesteld. Enkele zeldzame broedvogels zijn het spitsvleugelhoen (Falcipennis falcipennis), mandarijneend (Aix galericulata), Chinese zaagbek (Mergus squamatus), grijskopbuizerd (Butastur indicus), Chinese kraanvogel (Grus japonensis) en driekleurenvliegenvanger (Ficedula zanthopygia). Daarnast bevindt zich op het eiland Foeroegelma de enige broedpopulatie van de kleine lepelaar (Platalea minor) in Rusland en in Biosfeerreservaat Chankajski de enige broedpopulatie van de middelste zilverreiger (Egretta intermedia) en Heudes diksnavelmees (Paradoxornis heudei).

## Geschiedenis
De eerste inwoners van Primorje waren Palaeaziaten en Toengoes. Zij verschenen waarschijnlijk 50-60 duizend jaar geleden in dit gebied, tijdens het Paleolithicum. De afstammelingen van de Toengoes-stammen wonen nog steeds in Primorje en Priamoerje. Dat zijn de Nanaianen, de Oedegeïers, en de Evenken.
In 698 ontstond de staat Bohai, die tot 936 bleef bestaan. Bohai was een vroeg feodaal middeleeuwse staat in Azië, die industrie, landbouw en veehouderij ontwikkelde. Ze hadden hun eigen culturele tradities en kunst. Bohai onderhield politieke, economische en culturele contacten met China, Korea, en Japan.
Van 1115 tot 1234 werd het zuidelijke deel van het moderne Russische Verre Oosten bezet door een machtigere staat - Het Joertsjen-rijk (Antsjoengoeroen), door zijn buurstaten ook wel het Gouden Rijk genoemd. De Joertsjen waren de afstammelingen van de Bohai. Zij waren zowel nomaden als landbouwers. Ze deden ook aan metallurgie, scheepsbouw en het maken van luxe-artikelen. Net als de Bohai hadden de Joertsjen nauwe contacten met Japan, China, en Korea. Nadat ze China hadden veroverd, domineerden de Joertsjen de regio voor een lange tijd.
Het Gouden Rijk stortte ineen door de invasie van Dzjengis Khan. De Mongolen verwoestten alle steden, havens en de vloot van de Joertsjen. De bevolking werd grotendeels vermoord of tot slaaf gemaakt. De overlevenden verborgen zich in minder toegankelijke gebieden. Naarmate de tijd verstreek, vergaten de mensen de technieken en kennis die door de Bohai en de Joertsjen ontwikkeld waren. Ze vielen terug op de visserij en de jacht op wild. In het westen stond dit gebied toen bekend als Oost-Tatarye (de Mongolen en Mantsjoe stonden allen bekend onder de noemer "Tataren").
De rijke gronden werden eeuwenlang niet gecultiveerd. Toen de Russen in het begin van de 17e eeuw voor het eerst in dit gebied kwamen, troffen ze slechts een primitieve samenleving aan. De Mongolen waren na hun invasie niet blijven hangen in Primorje, maar doorgetrokken naar China en de Centraal-Aziatische steppen.
In 1689 kwam het Verdrag van Nertsjinsk tussen Rusland en China tot stand. Volgens dit verdrag was al het land ten zuiden van het Stanovojgebergte, inclusief Primorje, Chinees territorium. Echter met het verzwakken van de Qing-dynastie in de tweede helft van de 19e eeuw begonnen de Russen met hun expansie in de regio. In 1856 werd Oblast Amoer gesticht. De steden Chabarovsk en Blagovesjtsjensk werden in 1858 gesticht. Nog datzelfde jaar sloten Rusland en China het nieuwe Verdrag van Aigun, en in 1860 de Conventie van Peking, waardoor de Russisch-Chinese grens zuidelijker kwam te liggen bij de rivieren Amoer en Oessoeri. Hierdoor werd Primorje definitief Russisch. In de periode 1859-1882 werden in Primorje liefst 95 nieuwe nederzettingen gebouwd, waaronder Vladivostok, Oessoeriejsk, Razdolnoje, Vladimiro-Aleksandrovskoje, Sjikotovo, Pokrovka, Toeri Rog en Kamen-Rybolov.
De belangrijkste werkzaamheden van de bevolking waren de landbouw, jacht en de visserij. Aan het einde van de 19e eeuw begon de mijnbouw zich te ontwikkelen. De export van onder meer hertgeweien, hout, krab, en gedroogde vis nam toe. Het kostte Primorje in totaal een halve eeuw om aan te sluiten op het economische en culturele niveau van Rusland. Dit werd mede bewerkstelligd door de inspanningen van de bevolking en de instroom van Russisch en buitenlands kapitaal.
Na het einde van de Russische Burgeroorlog in 1922, werd de regio verder ontwikkeld volgens de plannen van de Bolsjewieken.
In de jaren 1970-80 zag Primorje een intensieve ontwikkeling in de wetenschap. Vladivostok kan nu bogen op de aanwezigheid van befaamde wetenschappelijke onderzoeksinstituten.

## Economie
De economie van de kraj is de meest gebalanceerde in het Russische Verre Oosten, en in absolute cijfers ook de grootste. Voedsel productie (met name vis) is de belangrijkste sector. De jaarlijkse visvangst stijgt boven de twee miljoen ton uit. Op de tweede plaats zit de machine-bouw, de helft van de gefabriceerde machines gaat naar de visserij en scheepswerven. Defensie draagt ook zijn steentje aan de productie bij met de bouw van militaire schepen en vliegtuigen. Lood wordt gesmolten in de kuststad Roednaja Pristan.
De hout-industrie is ondanks de achteruitgang nog steeds de op een na grootste in Rusland, met een jaarlijkse productie van circa 3 miljoen kubieke meter hout. Primorje is de grootste steenkool- en elektriciteits-producent in het oosten van het land. Desondanks komt stroomuitval geregeld voor. Landbouw is ook belangrijk, de kraj produceert rijst, melk, eieren, en groenten.
Primorje is het financieel centrum van het Russische Verre Oosten. Er zijn meer dan 100 banken. Verder zijn er geldwisselkantoren en een aandelenbeurzen.
Zijn gunstige ligging aan de Pacific geeft de krai een economisch voordeel boven de andere Russische oostelijke regio’s. Er wordt veel gehandeld in zeevoedsel, houtproducten, en gewapend metaal. Belangrijkste handelspartners zijn Japan, China, en Korea.
In het compacte gebied van Primorje is veel infrastructuur aanwezig. De spoorweg-dichtheid is twee keer zo groot als het Russische gemiddelde. Er zijn spoorverbindingen met China en Noord-Korea. Vladivostok, het oostelijke eindpunt van de trans-Siberische spoorlijn, werd als havenstad voorbijgestreefd door de containerterminals van het nabijgelegen Nachodka-Vostotsni. 80% van de Russische scheepvaart in het oosten is gevestigd in Primorje. Alle belangrijke havens in de kraj zijn tegenwoordig open voor de internationale scheepvaart.
Primorje is rijk aan metaalertsen: steenkool, tin, wolfraam, boor, vloeispaat, lood, zink, zilver, goud. Ook gesteente wordt veel gedolven, onder andere: graniet, marmer, klei (voor de baksteen-productie), porselein.